# Décennie 1430 en architecture
| Années de l'architecture : 1427 - 1428 - 1429 - 1430 - 1431 - 1432 - 1433    |
| Décennies de l'architecture : 1400 - 1410 - 1420 - 1430 - 1440 - 1450 - 1460 |

Cet article présente les faits marquants de la décennie 1430 en architecture.

## Événements
- 14 avril 1434 : début de la construction de la cathédrale Saint-Pierre de Nantes[1].
- 25 mars 1436 : inauguration de la coupole de la cathédrale de Florence construite sur les plans de Filippo Brunelleschi[2].

## Réalisations
- 1430-1435 : construction de la Grande tour (Yellow Tower) du château de Raglan au Pays de Galles[3].
- 1430-1450 : reconstruction en brique du château de Tattershall, en Angleterre[3].
- 1433 : au Mexique, le tlatoani Nezahualcoyotl s'installe à Texcoco, où il commence la reconstruction de la ville[4], dont un palais, réalisée par 200 000 Acolhuas[5].

- 1437-1443 : construction du Palacio de los Duques de Feria (es) à Zafra en Espagne[6].
- 1437-1521 : construction de l'église Saint-Maclou à Rouen[7].

- 1438-1443 : construction de All Souls College, à Oxford[8]
- Vers 1438-1442 : construction de la Porta della Carta au Palais des Doges de Venise par les architectes Giovanni Bon et son fils Bartolomeo[9].

- 24 juin 1439 : la cathédrale de Strasbourg devient le plus haut monument européen[10].

- 1439 :
  - construction du temple jaïna de Ranakpur, au Râjasthân, sous le règne de Rānā Kumbha (en)[11].
  - construction du premier pont sur le Danube à Vienne, qui remplace les bacs[12].

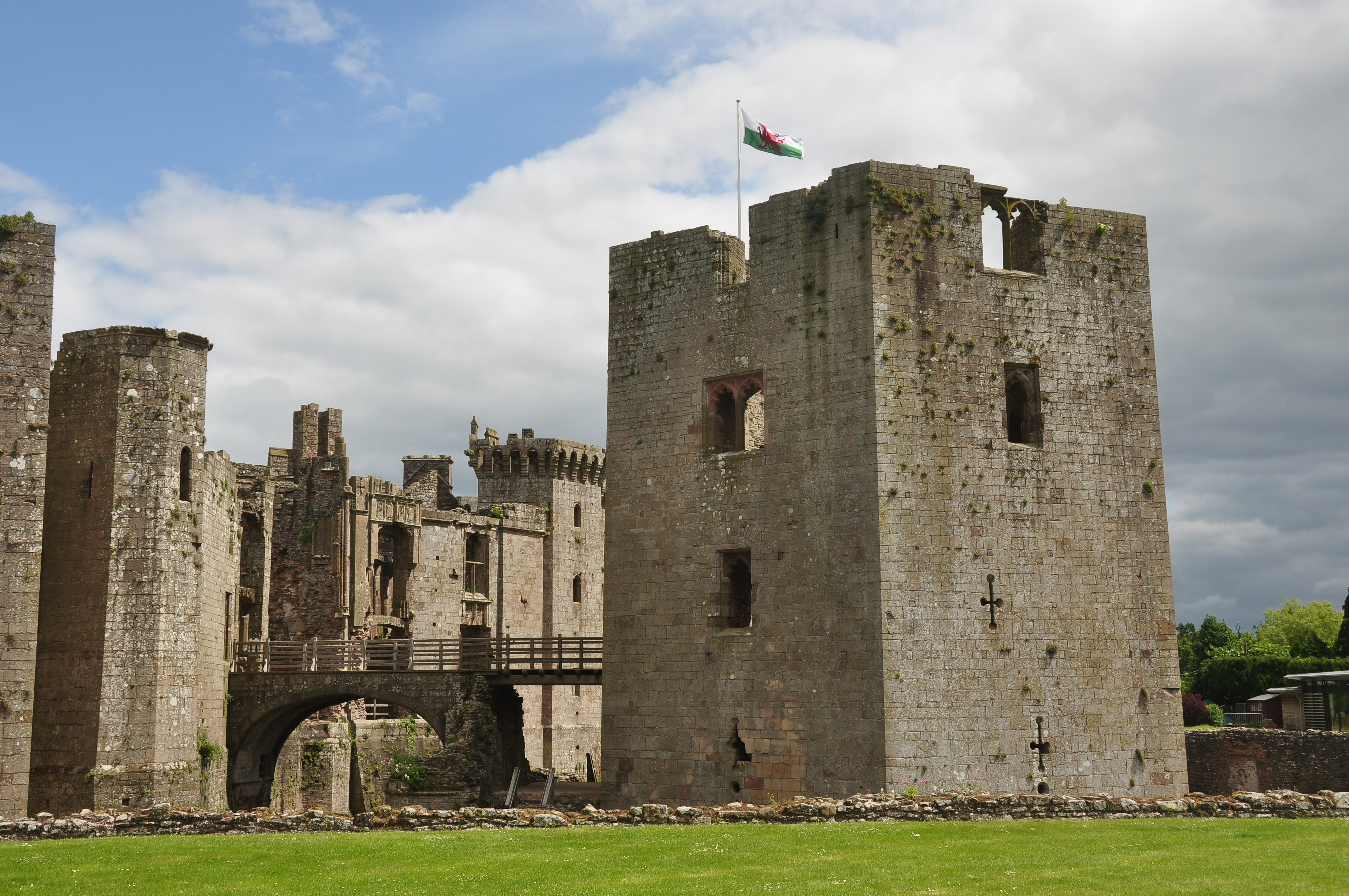
Château de Raglan
Le dôme de la cathédrale de Florence
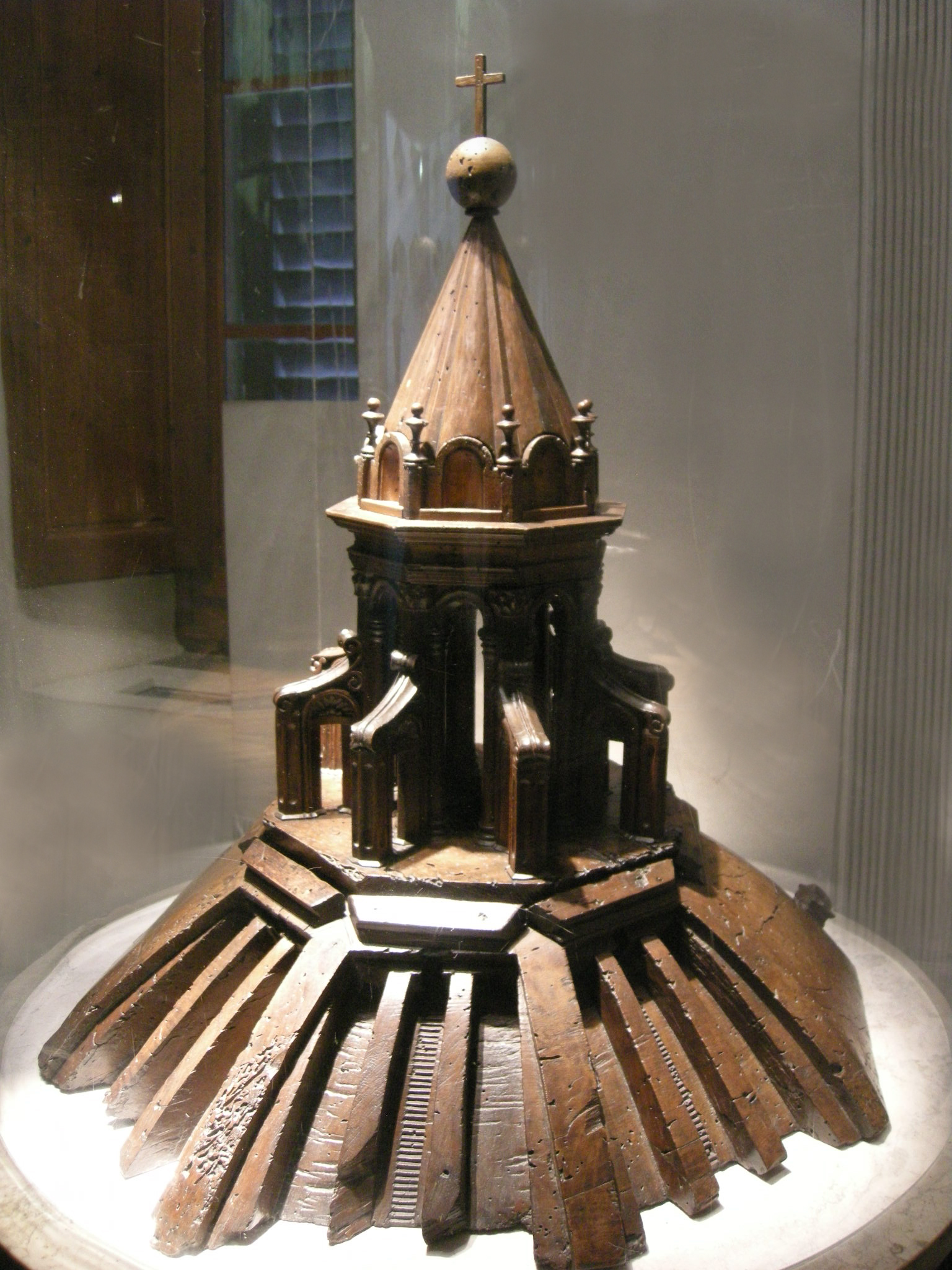
Maquette de la lanterne du Dôme de la cathédrale de Florence, reproduction de l'original présenté par Filippo Brunelleschi le 31 décembre 1436
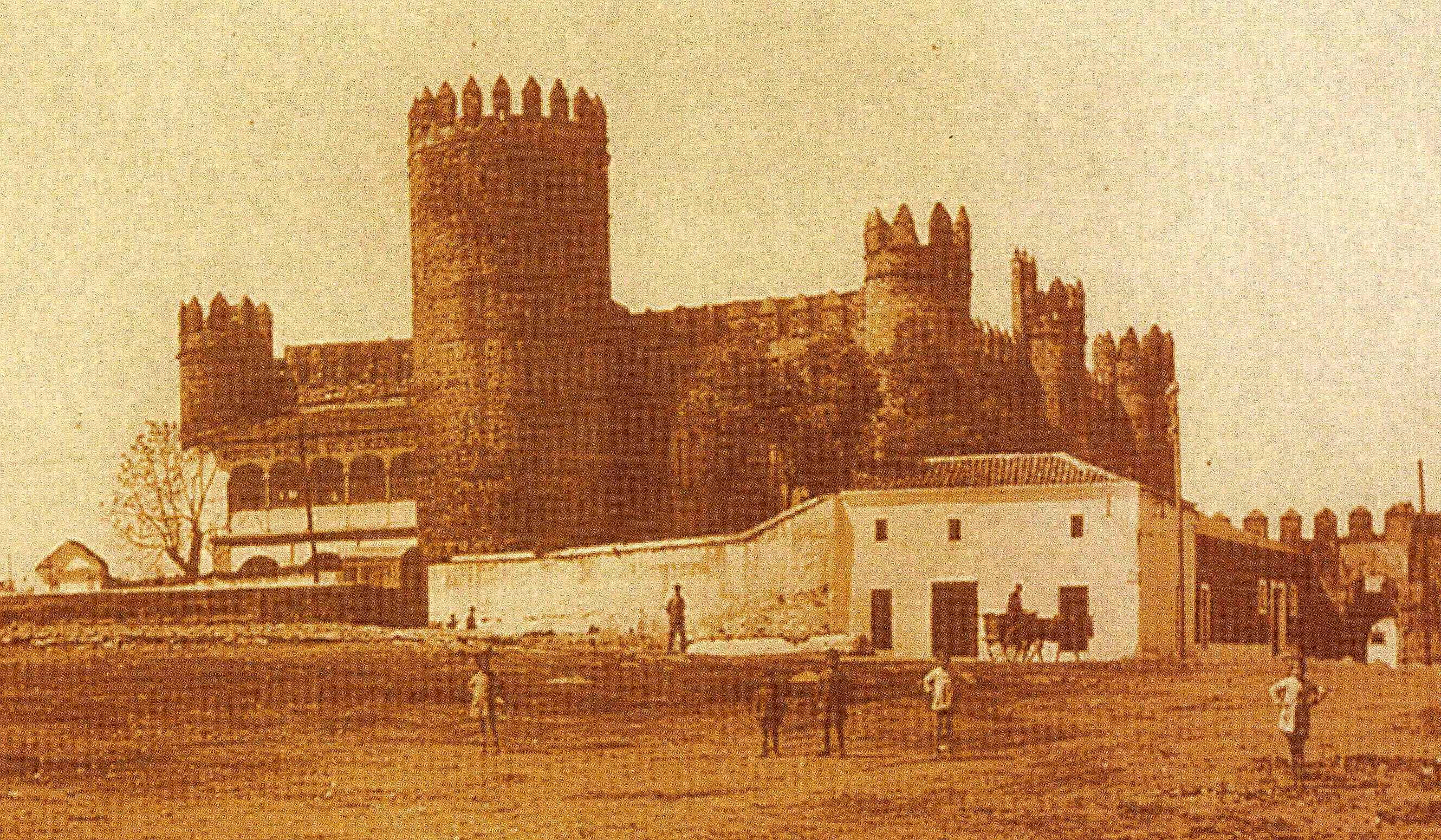
Palacio de los Duques de Feria
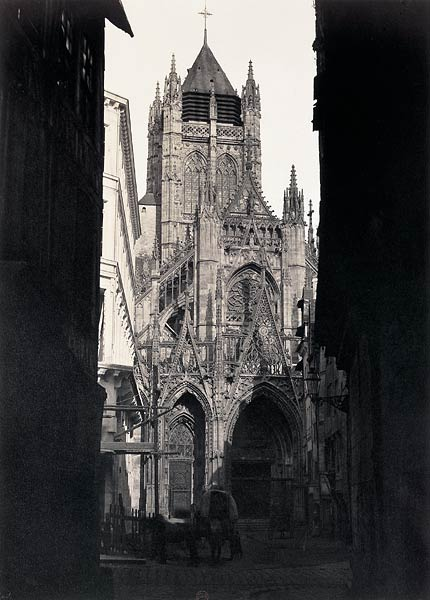
L'église Saint-Maclou de Rouen
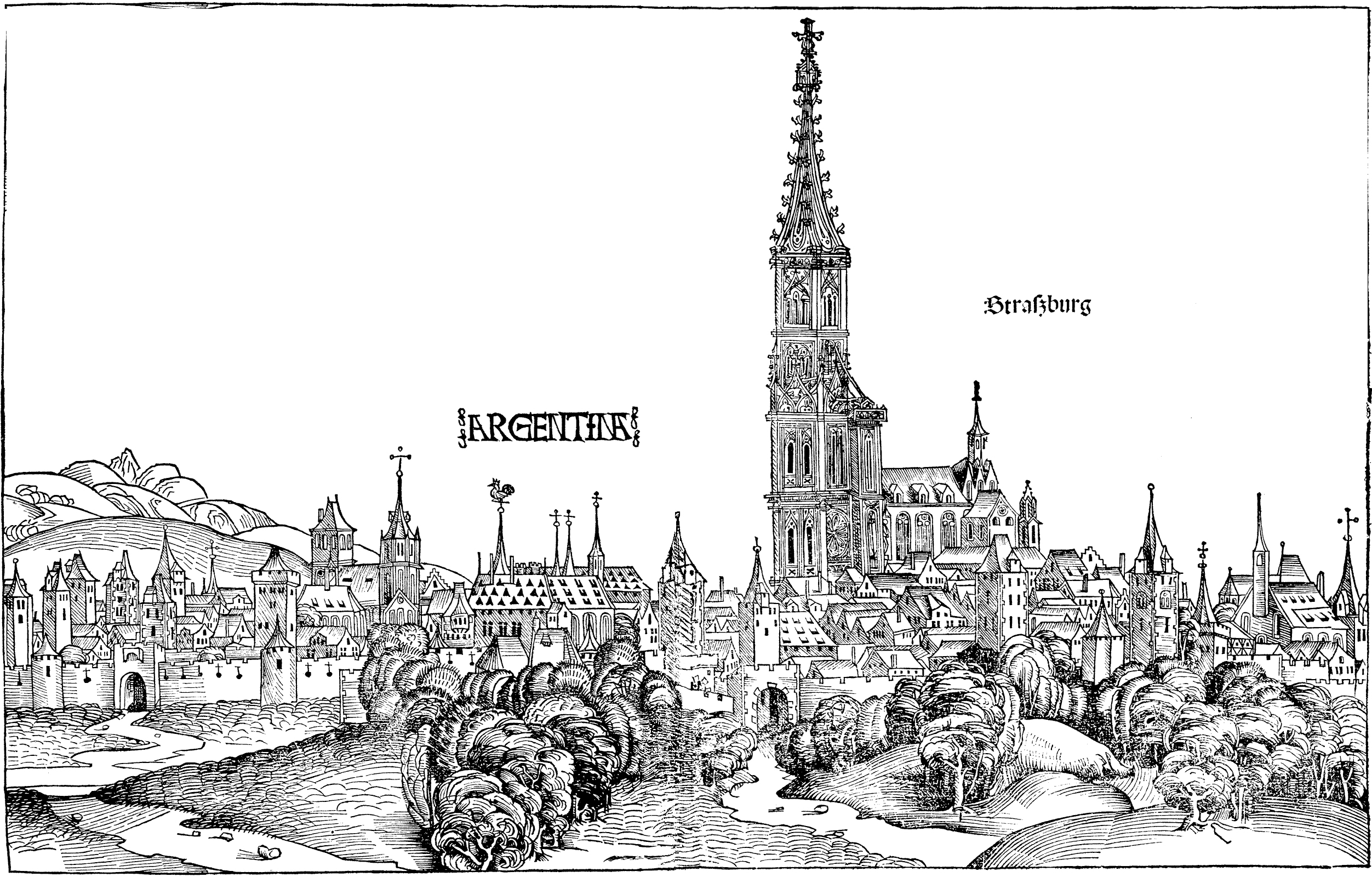
Strasbourg en 1493
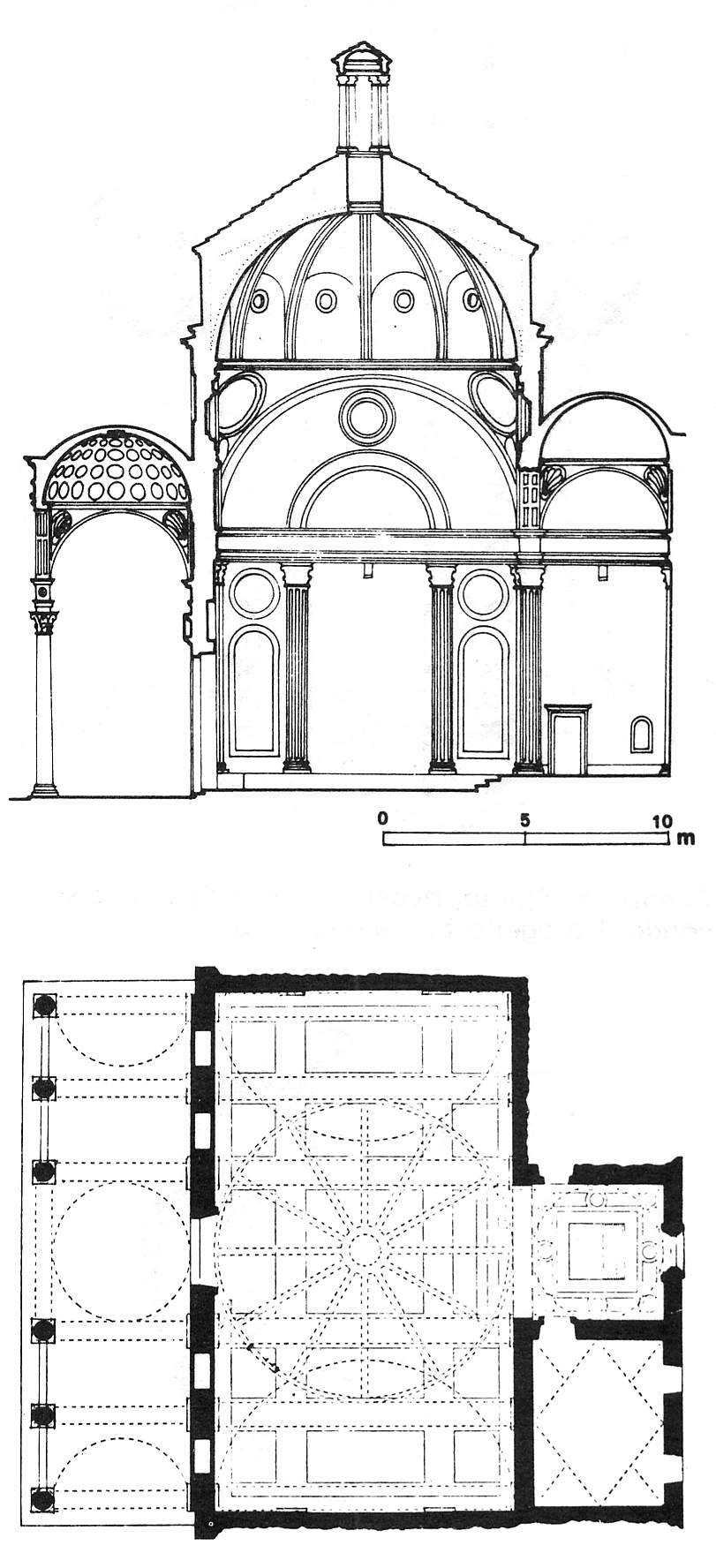
la chapelle des Pazzi sur Commons
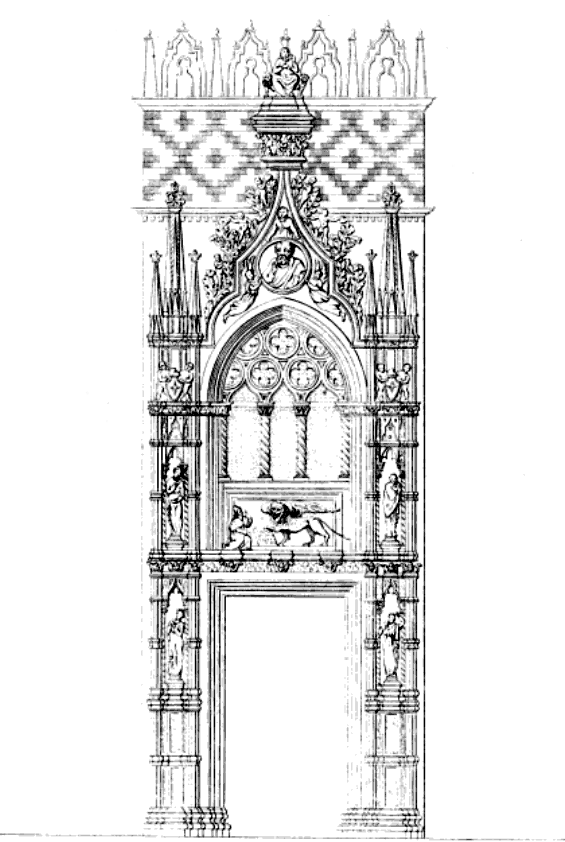
Porta della Carta.
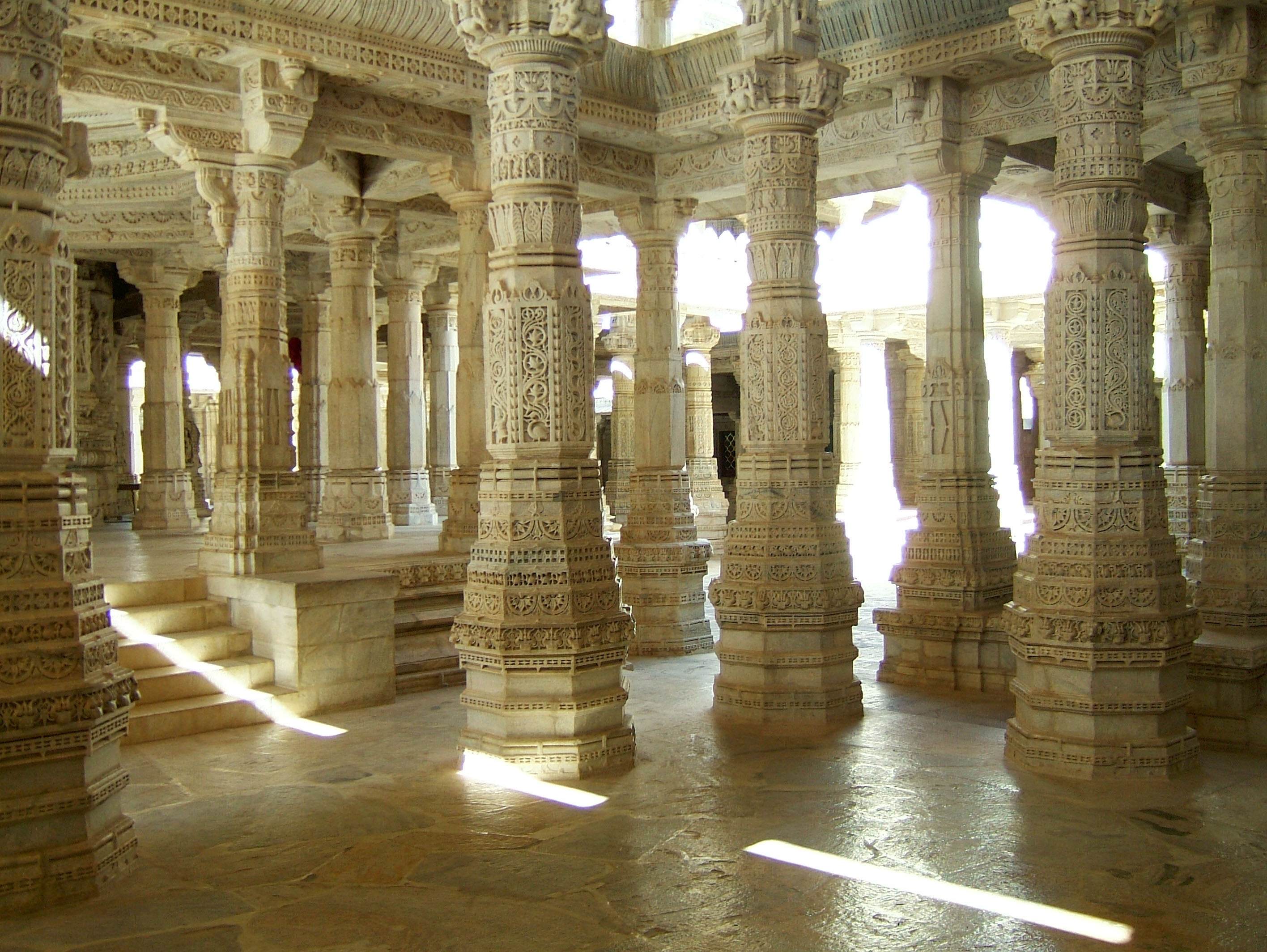
Piliers du temple jaïna de Ranakpur.

## Naissances
- Vers 1430 : Luca Fancelli né à Settignano près de Florence († vers 1494)
- Vers 1433 : Giovanni Giocondo.
- 23 septembre 1439 : Francesco di Giorgio Martini né à Sienne († 1502)

## Décès
- x